# 5568 Mufson
5568 Mufson è un asteroide della fascia principale. Scoperto nel 1953, presenta un'orbita caratterizzata da un semiasse maggiore pari a 2,2653769 UA e da un'eccentricità di 0,1574287, inclinata di 3,70392° rispetto all'eclittica.